# Rhesala costiplaga
Rhesala costiplaga är en fjärilsart som beskrevs av Holland. Rhesala costiplaga ingår i släktet Rhesala och familjen nattflyn. Inga underarter finns listade.